# Wieża widokowa na Radziejowej
Wieża widokowa na Radziejowej – turystyczna wieża widokowa na Radziejowej będącej najwyższym szczytem Beskidu Sądeckiego (1266,5 m). Znajduje się na granicy miejscowości Jaworki w powiecie nowotarskim i Roztoka Ryterska w powiecie nowosądeckim.

## Opis
Szczyt Radziejowej jest całkowicie porośnięty lasem, więc pozbawiony widoków. By stworzyć turystom możliwość podziwiania rozległych panoram widokowych z tego szczytu, w 2006 roku dzięki staraniom Popradzkiego Parku Krajobrazowego wybudowano wieżę widokową o drewnianej konstrukcji. Niestety niedługo służyła turystom, w czerwcu 2010 r. uległa zniszczeniu po uderzeniu pioruna. Jeszcze w tym samym roku wybudowano nową wieżę, również drewnianą. W 2017 r. nadzór budowlany zamknął ją z powodu mocno już zaawansowanego zniszczenia (spróchnienia), spowodowanego m.in. przez grzyba niszczycę płotową.
W 2022 r. oddano do użytku nową wieżę widokową. Ma 22 m wysokości, a jej platforma widokowa znajduje się na wysokości 17,1 m. Jest również wykonana z drewna łączonego śrubami, ale jej stopnie są metalowe, ażurowe. Koszt wieży wyniósł 560 tys. zł i został pokryty z funduszu leśnego i funduszy Nadleśnictwa Piwniczna.
Z tarasu wieży rozciąga się widok, m.in. na Kotlinę Sądecką, Pieniny, Tatry, Beskid Wyspowy i Beskid Żywiecki. Na tarasie widokowym są cztery panoramy widokowe ze sporządzonymi opisami.
Obok wieży widokowej jest stół i ławy dla turystów, pomnik 1000-lecia Polski, betonowy obelisk i tablice informacyjne.

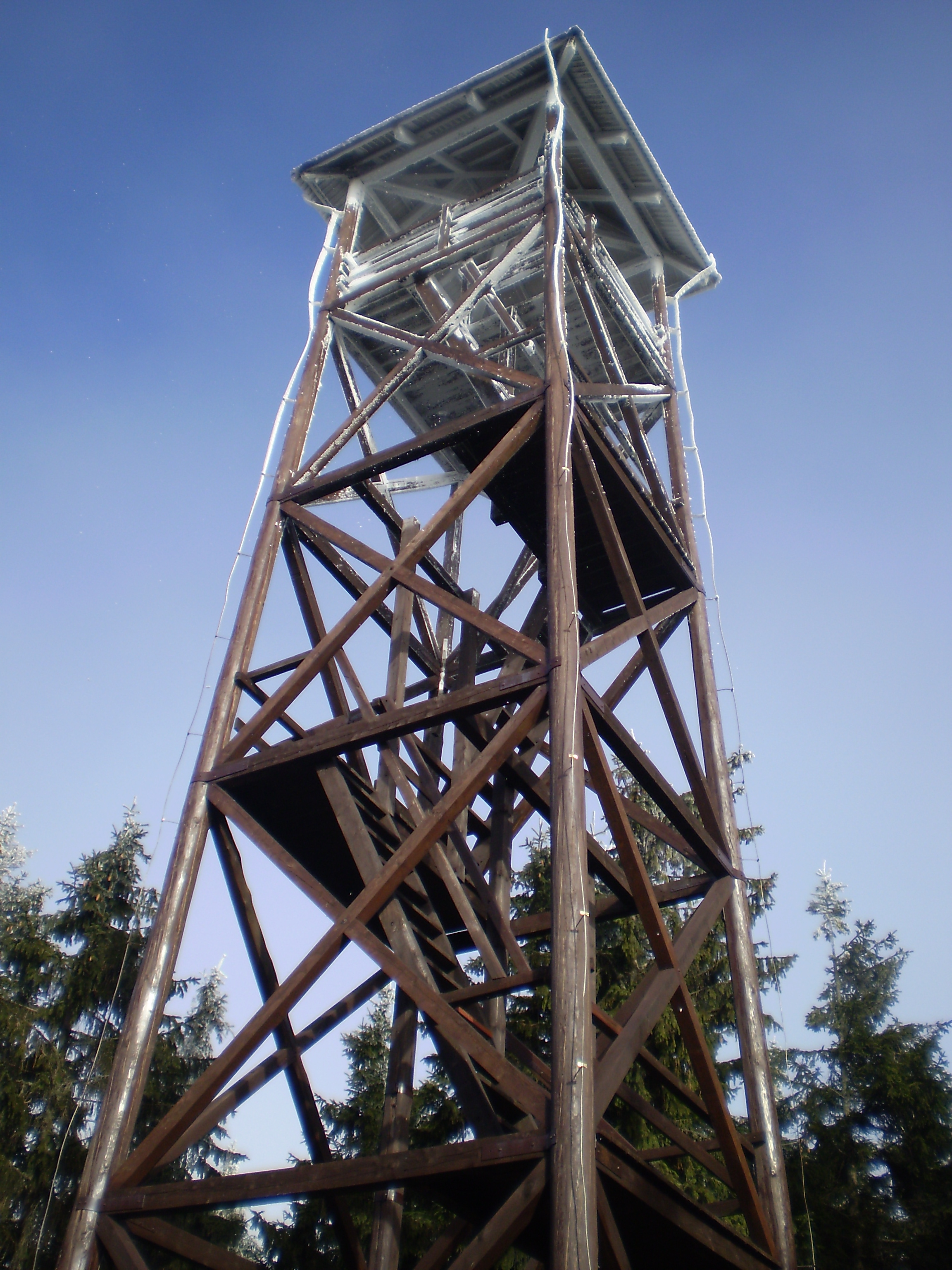
Dawna wieża widokowa
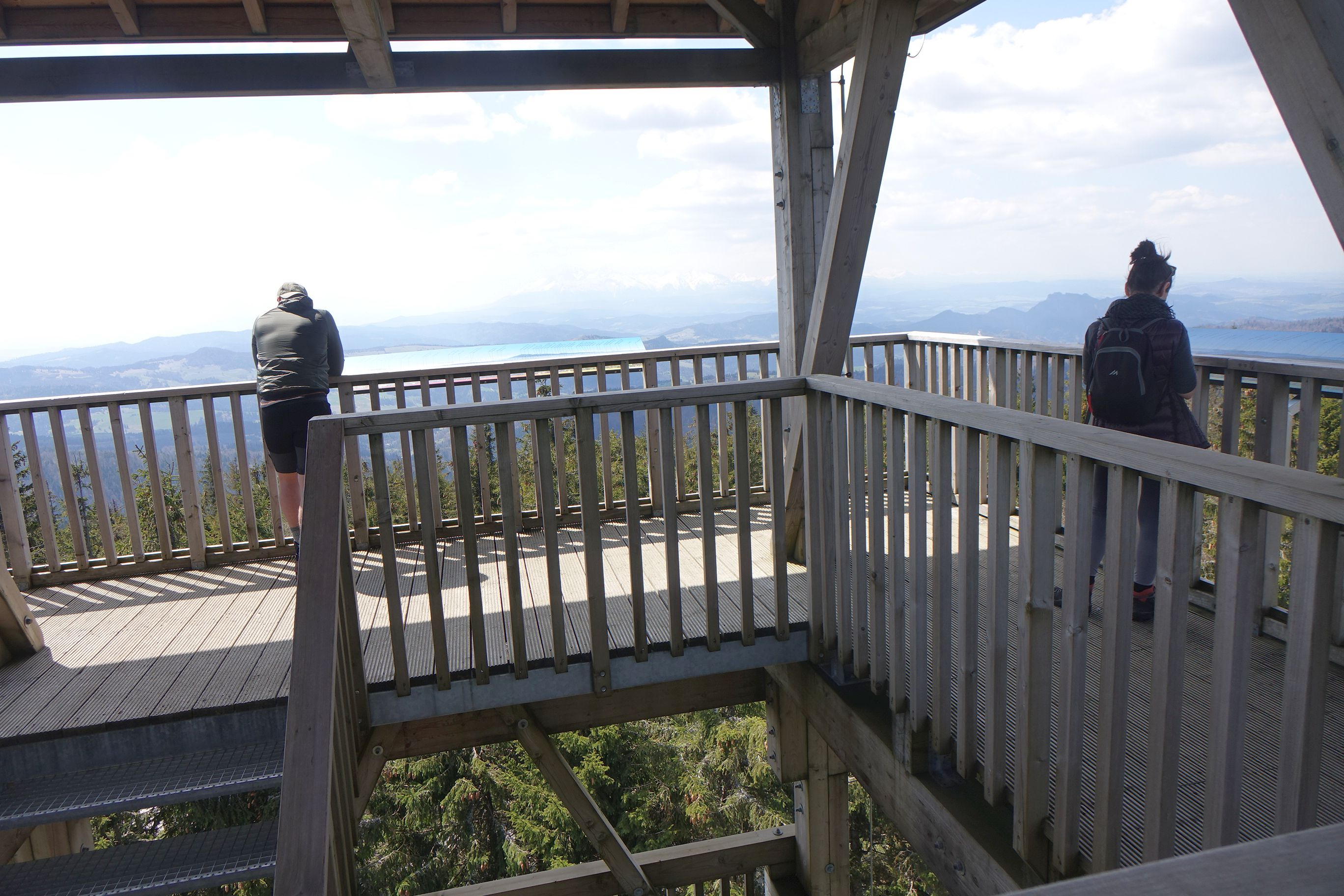
Taras widokowy na nowej wieży
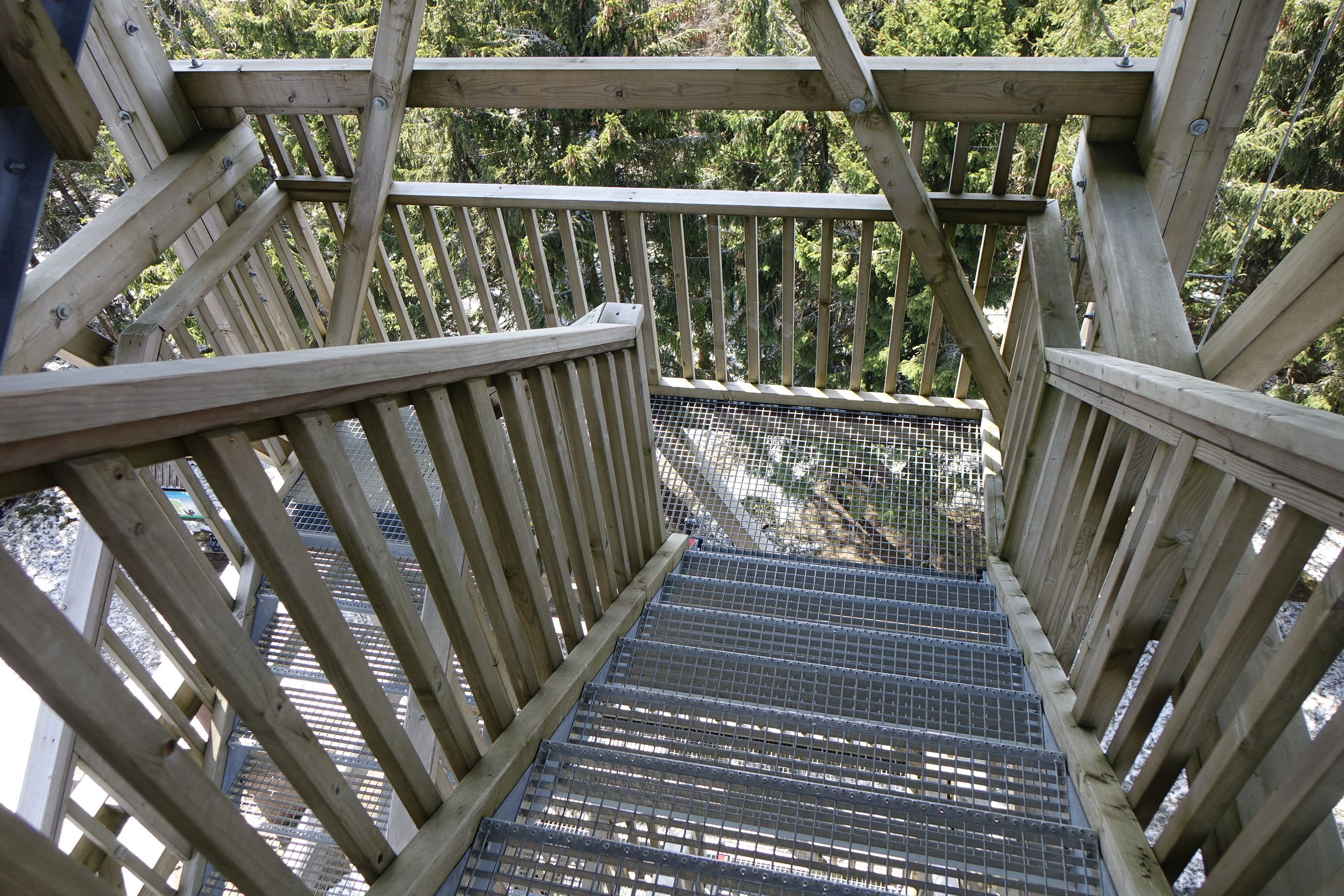
Schody wejściowe na nowej wieży

## Szlaki turystyczne
Na Radziejową można wyjść wieloma szlakami turystycznymi:
 parking w Obidzy (część Piwnicznej-Zdroju) – Przełęcz Gromadzka – polana Litawcowa – przełęcz Obidza – Mały Rogacz – przełęcz Obrazek i Wielki Rogacz – przełęcz Żłobki – Radziejowa. Szlak najłatwiejszy, odległość 5,4 km, czas przejścia ok. 2 godz. 30 min
 (Główny Szlak Beskidzki) Rytro – Kordowiec – Niemcowa – Radziejowa – Międzyradziejówki – Wielki Rogacz – przełęcz Żłobki – Radziejowa.
 Jaworki – Jasielnik – Ruski Wierch – Pokrywisko – przełęcz Obidza- Mały Rogacz – Przełęcz Obrazek i Wielki Rogacz – przełęcz Żłobki – Radziejowa.
 (Główny Szlak Beskidzki) Prehyba – Wielka Prehyba – Złomisty Wierch Północny i Południowy – Bukowinki (Beskid Sądecki) – Długa Przełęcz – Radziejowa.